# Петниста улулица
Петнистата улулица (Strix occidentalis) е нощна граблива птица от семейство Совови. Среща се в западната част на Северна Америка, от Канада до Мексико. Издава особени звуци, наподобяващи лай на куче

## Природозащитен статут
- Червен списък на световнозастрашените видове (IUCN Red List) – Почти застрашен вид (Near Threatened NT).[3]

## Подвидове
- S. o. caurina
- S. o. juanaphillipsae
- S. o. lucida
- S. o. occidentalis